# Pléven
Pléven (Aussprache [plevɛ̃], bretonisch: Pleven; Gallo: Qerhin) ist eine ehemalige französische Gemeinde mit 609 Einwohnern (Stand: 1. Januar 2022) im Département Côtes-d’Armor in der Region Bretagne. Sie gehörte zum Arrondissement Dinan. Die Einwohner werden Plévennais und Plévennaises genannt.
Der Erlass des Präfekten vom 10. Dezember 2024 legte mit Wirkung zum 1. Januar 2025 die Eingliederung von Pléven als Commune déléguée zusammen mit der früheren Gemeinde Pluduno zur Commune nouvelle Val-d’Arguenon fest.

## Geografie

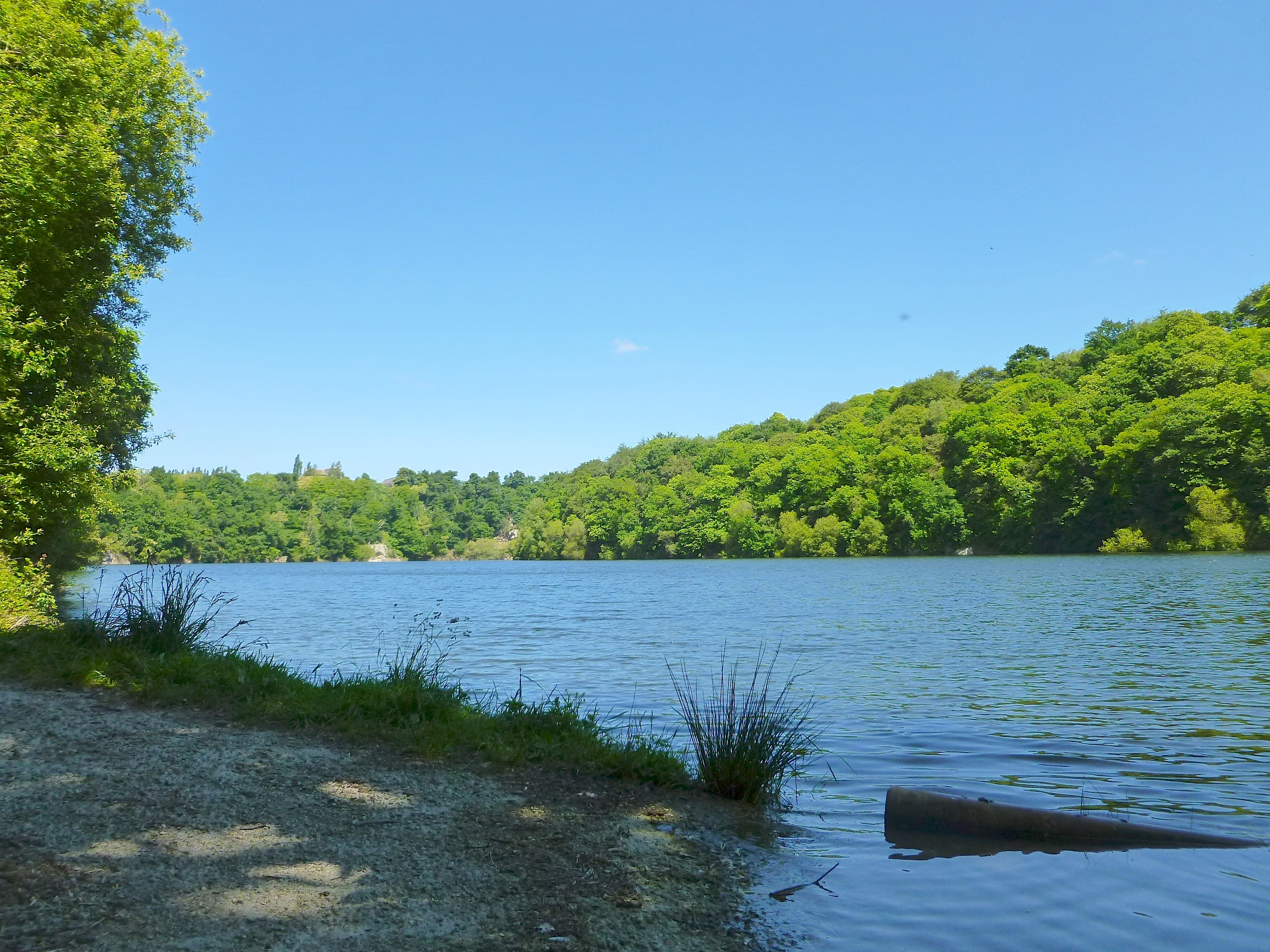
Lac d’Arguenon

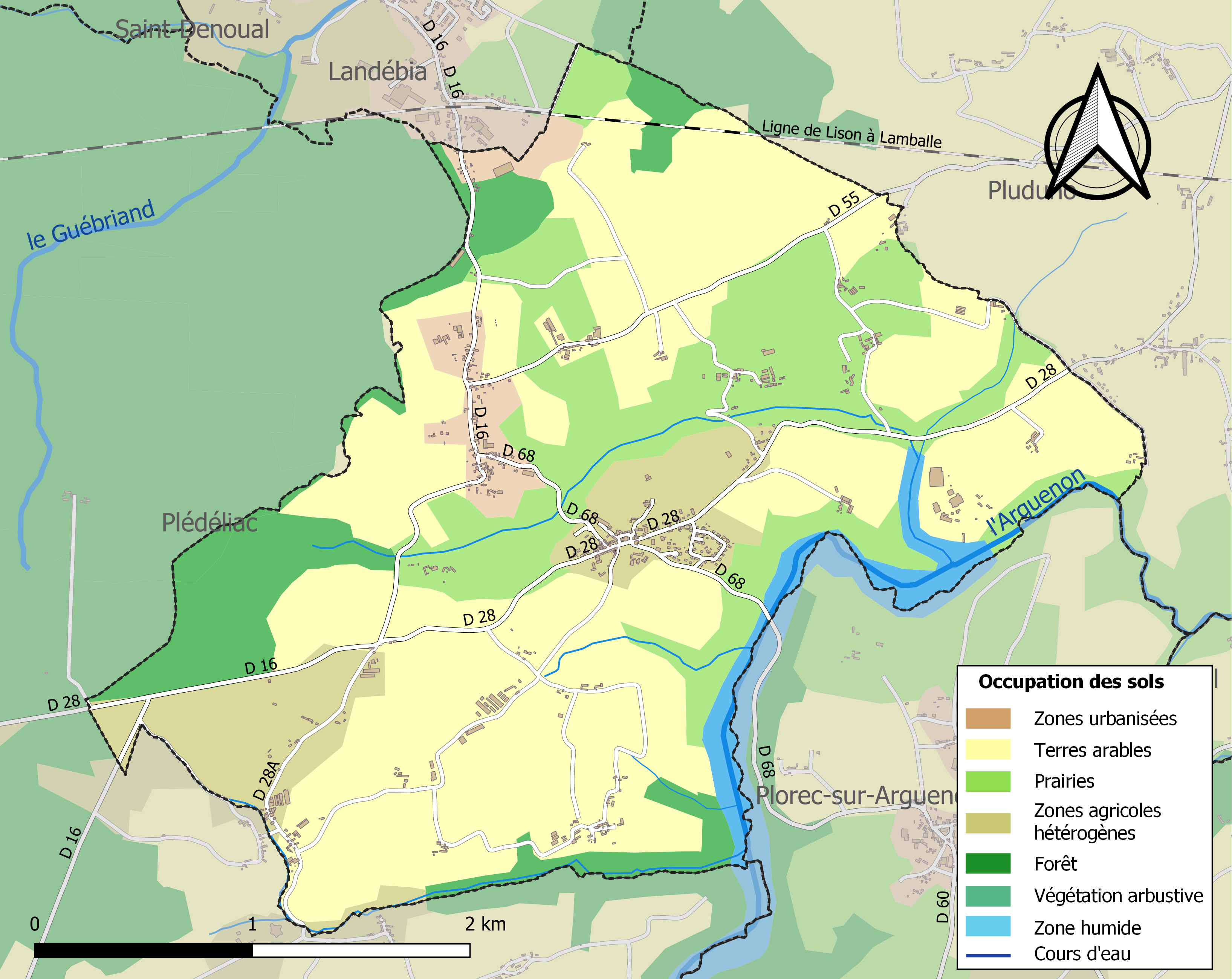
Bodennutzung, Hydrografie und Infrastruktur von Pléven (2018)

Pléven liegt etwa 33 Kilometer östlich von Saint-Brieuc, etwa 28 Kilometer südwestlich von Saint-Malo und etwa 20 Kilometer westnordwestlich von Dinan in der historischen Landschaft des Pays de Saint-Brieuc. Das Ortsgebiet wird hauptsächlich vom Arguenon entwässert, der es zum Lac d’Arguenon aufgestaut im Osten begrenzt.
Das Zentrum liegt auf einer Höhe von etwa 85 m. Das Relief des Gebiets ist leicht hügelig mit einem leichten Anstieg des Bodenniveaus von Nord nach Süd. Die höchste Erhebung von 107 m wird im äußersten Südwesten gemessen, die niedrigste mit 7 m im äußersten Nordosten beim Austritt des Arguenon aus dem Ortsgebiet.
Teile des Gebiets von Pléven gehören zur 2658 Hektar großen ZNIEFF-Naturzone „Forêts de la Hunaudaye et de Saint Aubin (ancient nom: Forêts de la Hunaudaie et de Saint Aubin)“ (530030213). Rund 84 % der Fläche von Pléven werden landwirtschaftlich genutzt, hauptsächlich als Kulturboden, rund 9 % sind bewaldet, insbesondere durch den Anteil am Waldgebiet Forêt de la Hunaudaye, rund 3 % entfallen auf Binnengewässer, rund 3 % auf bebaute Flächen, 1 % auf Industrie-, Gewerbe- und Verkehrsflächen (Stand: 2018).
Umgeben wird Pléven von der Commune déléguée Pluduno im Norden und Nordosten sowie von den Nachbargemeinden Plorec-sur-Arguenon im Osten und Südosten, Plédéliac im Süden und Westen sowie Landébia im Nordwesten.

## Toponymie und Geschichte
Der Name Pléven stammt aus dem bretonischen „Ploe“ (Gemeinde) und dem heiligen Even, bretonisch für Ouen. Der Ortsname ist in den Formen Pleuhen (1214), Plueen (1220), Par. de Pleven (1264, 1469, 1516) belegt.
Eine 1878 zerstörte, überdachte Allée im Weiler Port Blanc zeugt von der ursprünglichen Besiedelung von Pléven. Sie hatte acht Orthostaten aus Sandstein und den Abschlussstein.
Vor der Französischen Revolution war Pléven Teil der Baronie der Hunaudaye und auf religiöser Ebene des Bistums Saint-Brieuc.
Die 1790 gegründete Gemeinde gehörte zum Kanton Jugon, verwaltet von einem Gemeindevertreter. Sie wurde 1792 aufgelöst, dann 1803 wiederhergestellt und war Schauplatz von Kämpfen zwischen Kräften der Republikanischen Armee und den Chouanern, die sich im Nachbarwald aufstellten.

## Bevölkerungsentwicklung
| Pléven: Einwohnerzahlen von 1793 bis 2020                                                                                  | Pléven: Einwohnerzahlen von 1793 bis 2020 | Pléven: Einwohnerzahlen von 1793 bis 2020 | Pléven: Einwohnerzahlen von 1793 bis 2020 | Pléven: Einwohnerzahlen von 1793 bis 2020 |
| --- | ----------------------------------------- | ----------------------------------------- | ----------------------------------------- | ----------------------------------------- |
| Jahr |                                           |                                           |                                           | Einwohner                                 |
| 1793 | 1793                                      |                                           | 524                                       | 524                                       |
| 1800 | 1800                                      |                                           | 429                                       | 429                                       |
| 1806 | 1806                                      |                                           | 546                                       | 546                                       |
| 1821 | 1821                                      |                                           | 525                                       | 525                                       |
| 1831 | 1831                                      |                                           | 517                                       | 517                                       |
| 1836 | 1836                                      |                                           | 596                                       | 596                                       |
| 1841 | 1841                                      |                                           | 647                                       | 647                                       |
| 1846 | 1846                                      |                                           | 671                                       | 671                                       |
| 1851 | 1851                                      |                                           | 685                                       | 685                                       |
| 1856 | 1856                                      |                                           | 654                                       | 654                                       |
| 1861 | 1861                                      |                                           | 684                                       | 684                                       |
| 1866 | 1866                                      |                                           | 719                                       | 719                                       |
| 1872 | 1872                                      |                                           | 697                                       | 697                                       |
| 1876 | 1876                                      |                                           | 728                                       | 728                                       |
| 1881 | 1881                                      |                                           | 769                                       | 769                                       |
| 1886 | 1886                                      |                                           | 774                                       | 774                                       |
| 1891 | 1891                                      |                                           | 742                                       | 742                                       |
| 1896 | 1896                                      |                                           | 757                                       | 757                                       |
| 1901 | 1901                                      |                                           | 694                                       | 694                                       |
| 1906 | 1906                                      |                                           | 670                                       | 670                                       |
| 1911 | 1911                                      |                                           | 651                                       | 651                                       |
| 1921 | 1921                                      |                                           | 596                                       | 596                                       |
| 1926 | 1926                                      |                                           | 591                                       | 591                                       |
| 1931 | 1931                                      |                                           | 553                                       | 553                                       |
| 1936 | 1936                                      |                                           | 573                                       | 573                                       |
| 1946 | 1946                                      |                                           | 609                                       | 609                                       |
| 1954 | 1954                                      |                                           | 558                                       | 558                                       |
| 1962 | 1962                                      |                                           | 607                                       | 607                                       |
| 1968 | 1968                                      |                                           | 606                                       | 606                                       |
| 1975 | 1975                                      |                                           | 630                                       | 630                                       |
| 1982 | 1982                                      |                                           | 594                                       | 594                                       |
| 1990 | 1990                                      |                                           | 578                                       | 578                                       |
| 1999 | 1999                                      |                                           | 565                                       | 565                                       |
| 2006 | 2006                                      |                                           | 619                                       | 619                                       |
| 2013 | 2013                                      |                                           | 572                                       | 572                                       |
| 2020 | 2020                                      |                                           | 599                                       | 599                                       |
| Quelle(n): EHESS/Cassini bis 1999, INSEE ab 2006 Anmerkung(en): Ab 1962 offizielle Zahlen ohne Einwohner mit Zweitwohnsitz |                                           |                                           |                                           |                                           |

## Sehenswürdigkeiten
- Kirche Saint-Pierre, 1880–1881 erbaut
- Überreste der Erdhügelburgen Les Bougs Hessais aus dem 11. Jahrhundert, seit 1961 als Monument historique klassifiziert
- Herrenhaus im Weiler Vaumadeuc aus dem 15./16. Jahrhundert, seit 1926 als Monument historique eingeschrieben
- Herrenhaus Les Portes aus dem 15. Jahrhundert, heutiges ehemaliges Bürgermeisteramt

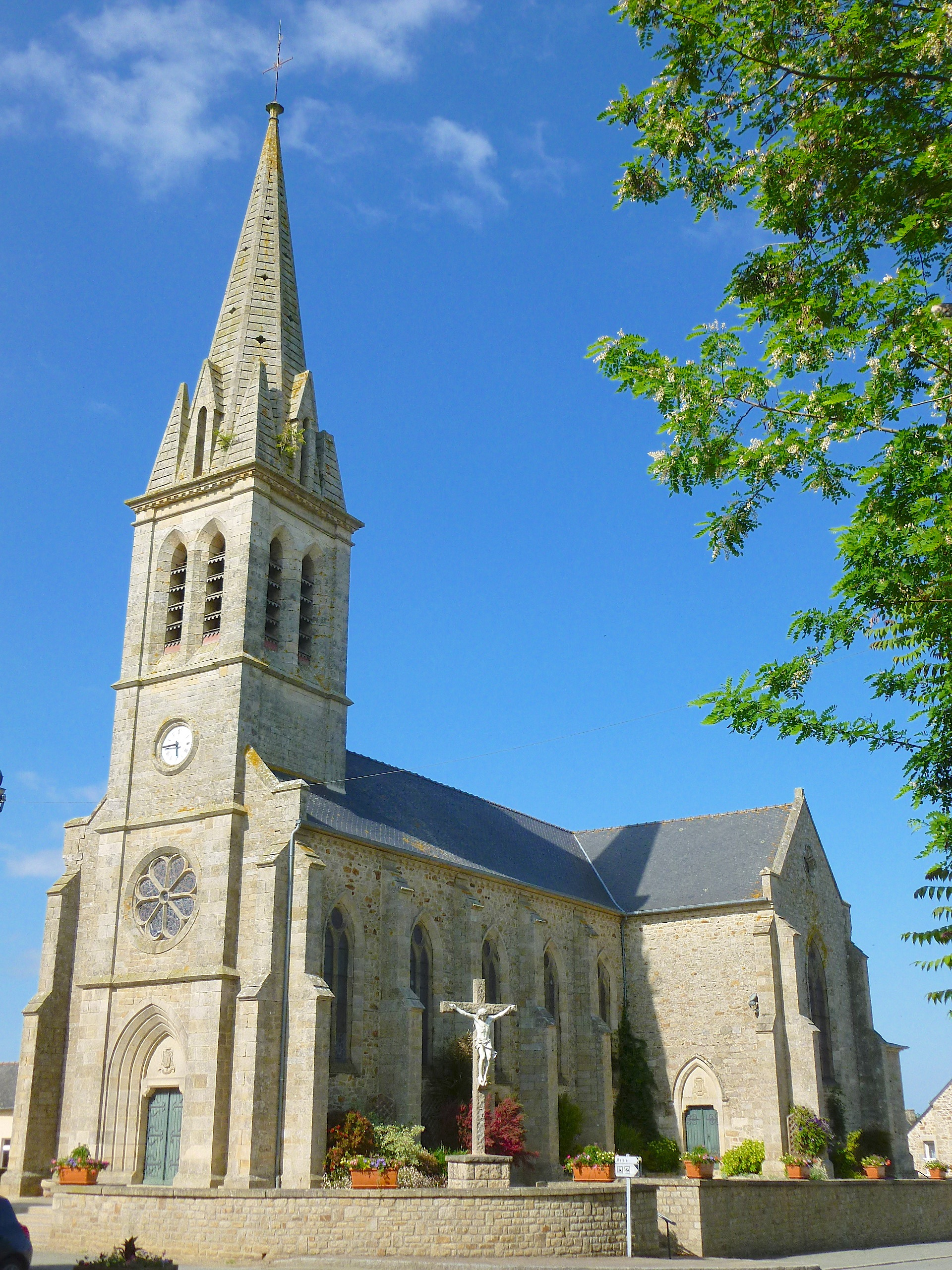
Kirche Saint-Pierre
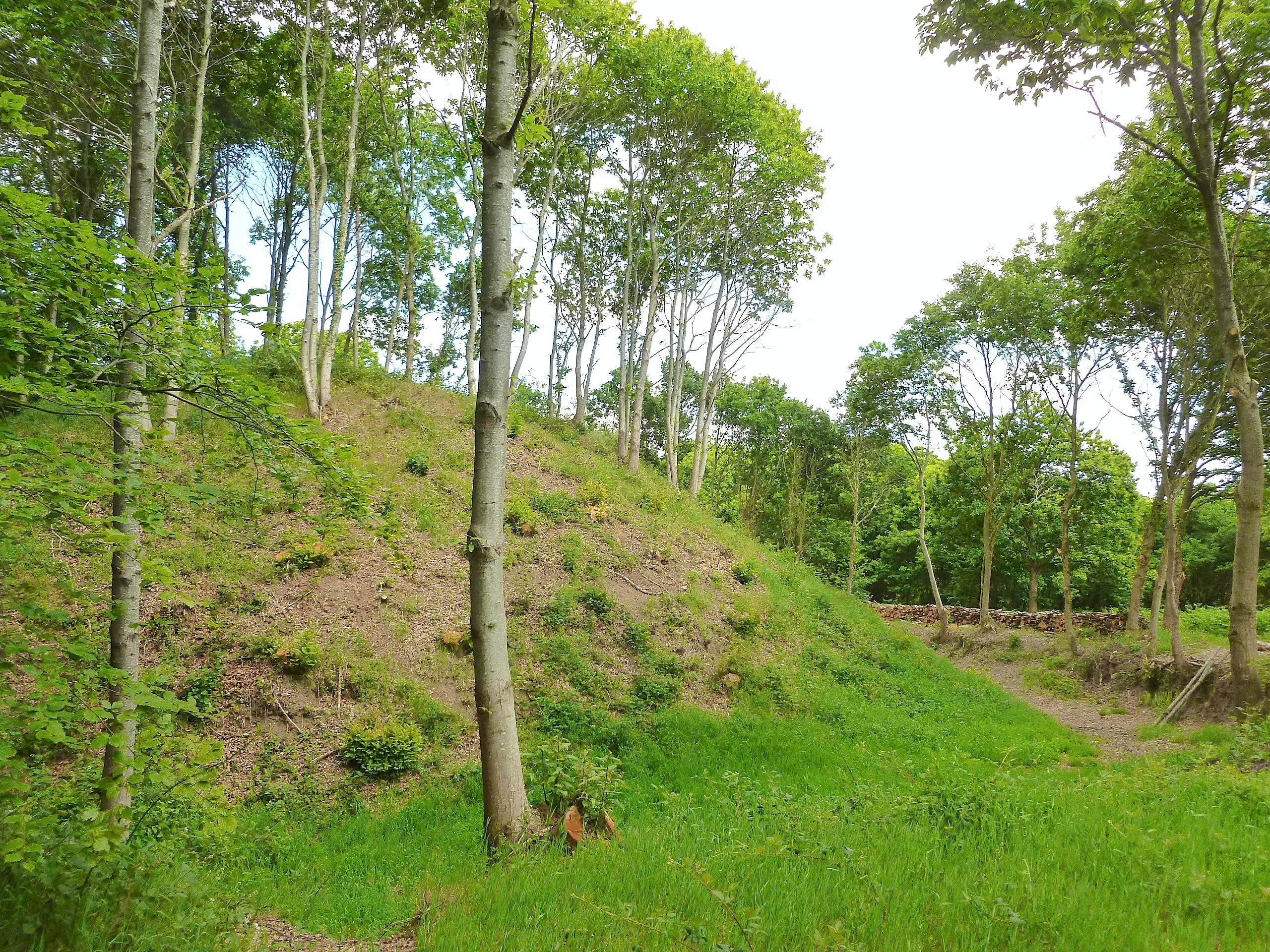
Überreste der Erdhügelburgen Les Bougs Hessais
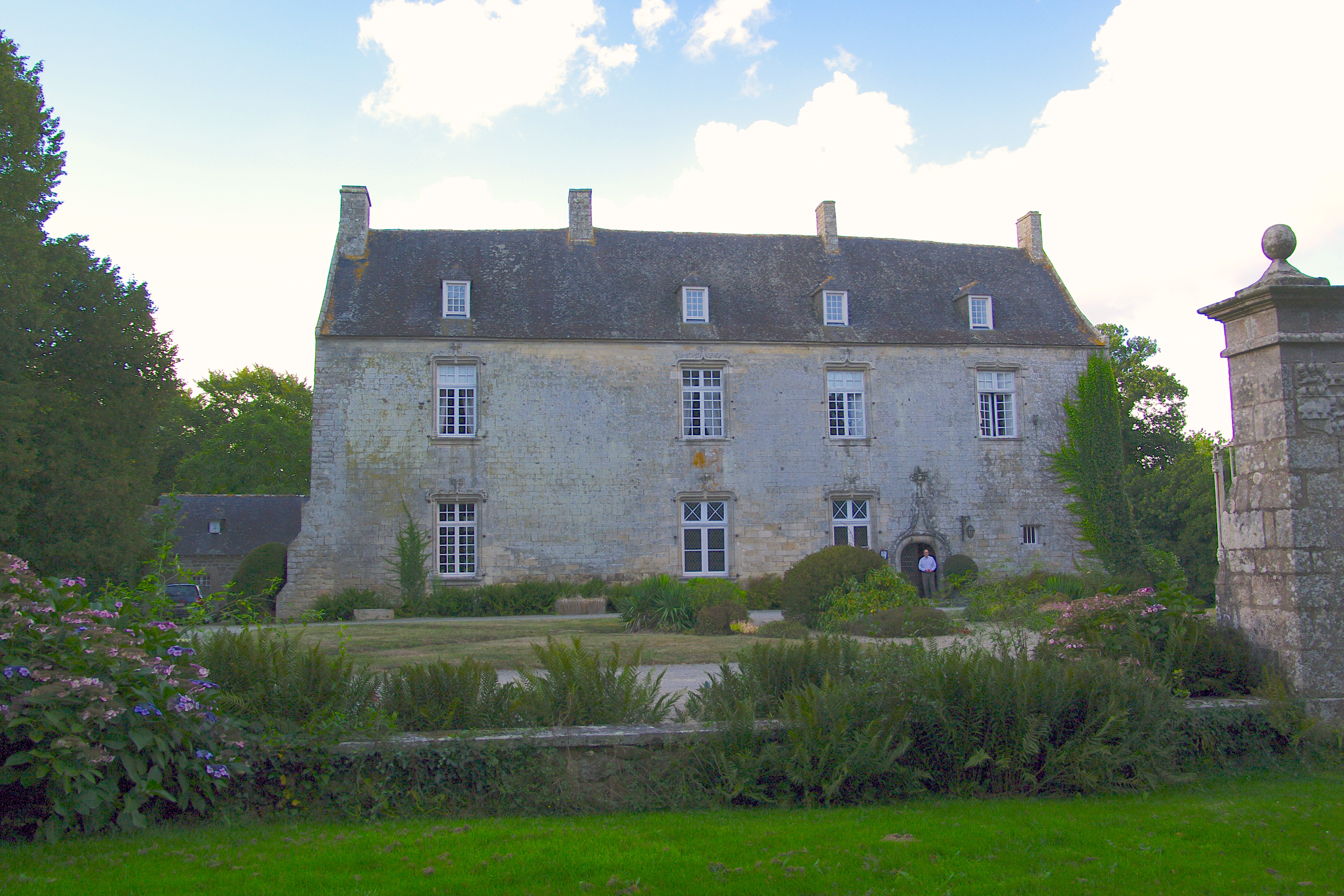
Herrenhaus Vaumadeuc